# Hans Dürst
Hans Dürst, né le 28 juin 1921 à Davos et mort le 25 juin 2001, est un joueur suisse de hockey sur glace.

## Biographie
Il participe avec l'équipe de Suisse de hockey sur glace aux  Jeux olympiques de 1948, remportant la médaille de bronze.
Il évolue en club de 1946 à 1948 au HC Davos, remportant 2 titres de champion de Suisse.
Il est le frère de Walter Dürst et l'oncle de Walter et Reto Dürst. Il est également le cousin de Hans et Pic Cattini.